# NGC 3944
NGC 3944 је елиптична галаксија у сазвежђу Лав која се налази на NGC листи објеката дубоког неба.
Деклинација објекта је + 26° 12' 27" а ректасцензија 11h 53m 5,0s. Привидна величина (магнитуда) објекта NGC 3944 износи 13,1 а фотографска магнитуда 14,1. NGC 3944 је још познат и под ознакама UGC 6859, MCG 4-28-85, CGCG 127-91, CGCG 157-48, PGC 37244.